# 生物資源学科
生物資源学科（せいぶつしげんがくか）は、農学・生物・資源・環境に関連した学問について教育を行う。生物資源科学科（せいぶつしげんかがくか）などともいう。大学では農学部などに設置されている。

## 設置されている大学
- 生物資源学科 - 弘前大学農学生命科学部、山形大学農学部、福井県立大学生物資源学部、名城大学農学部
- 生物資源科学科 - 北海道大学農学部、宇都宮大学農学部、日本大学生物資源科学部、山口県立奈古高等学校
- 生物資源開発学科 - 旧広島県立大学生物資源科学部
- 生物資源生産学科 - 岐阜大学農学部
- 生物資源産業学科 - 徳島大学生物資源産業学部
- 生物資源管理学科 - 滋賀県立大学環境科学部
- 資源生物科学科 - 京都大学農学部
- 生物資源･環境科学課程 - 信州大学繊維学部
- 海洋生物資源学科 - 福井県立大学海洋生物資源学部
- 亜熱帯生物資源科学科 - 琉球大学農学部
- 台湾では、大葉大学にある

## 学位・資格
学部卒業者は、学士（生物資源科学）、学士（農学）などの学位が授与される。また信州大学の旧生物資源科学科を除き、所定の実務年数を経て造園施工管理技士の受験資格を得ることができる（番号は9）。 
旧生物資源科学科（生態系環境科学大講座， 生物生産科学大講座）であった山口大学農学部も、植物資源科学科（旧農学）である日本大学生物資源科学部（旧農獣医学部）も資格を得られる。